# Jesionowiec
Jesionowiec (niem. Jeschonowitz, w latach 1930–1945 Eschenwalde) – wieś w Polsce, położona w województwie warmińsko-mazurskim, w powiecie szczycieńskim, w gminie Wielbark, przy linii kolejowej Szczytno – Wielbark, ok. 4 km na północny wschód od drogi Wielbark – Szczytno.
Jesionowiec ma charakter ulicówki o zwartej zabudowie z zachowanymi drewnianymi chałupami z końca XIX i początku XX wieku. Przy zachodniej części miejscowości płynie struga Czarka.
W miejscowości jest przystanek kolejowy Jesionowiec.

## Nazwa
Jeschonowitz to dawna mazursko-pruska nazwa miejscowości, która funkcjonowała do 6 września 1930 roku, kiedy to zmieniono nazwę na niemiecki Eschenwalde. Po II wojnie światowej miejscowość Eschenwalde zmieniono 12 listopada 1946 roku na polską nazwę Jesionowiec.

## Historia
W 1782 miejscowość wzmiankowana jako osada z buda potażowa i 4 mieszkańcami. Jesionowiec został założony na obszarze osuszonych bagien Szymany.
W latach 1975–1998 miejscowość należała administracyjnie do województwa olsztyńskiego.